# Nawaf al-Abed
Pour l’article homonyme, voir Abed.
Nawaf Al-Abed est un footballeur professionnel international saoudien, né le 26 janvier 1990 à Riyad. Il joue en au poste de milieu offensif.
Il est principalement connu pour avoir marqué le but le plus rapide de l'histoire du football (2,4 secondes).

## Biographie

### En équipe nationale
Il participe avec l'équipe d'Arabie Saoudite à la Coupe du monde M-19 en 2008, il marquera d'ailleurs deux buts dans cette compétition.

## Palmares
Avec Al-Hilal FC : 
- Championnat d'Arabie saoudite (3)
  - Vainqueur en 2010, 2011 et 2017
- Coupe d'Arabie saoudite (2)
  - Vainqueur en 2008-2009, 2009-2010
- King's cup (5)
  - Vainqueur en 2008-2009, 2009-2010, 2010-2011, 2011-2012, 2012-2013

## But le plus rapide de l'histoire
Le 7 novembre 2009, en Coupe d'Arabie saoudite contre Al Shoalah, il marque le but le plus rapide de l'histoire en deux secondes, par une énorme frappe qui lobe le gardien dès le coup d'envoi du match. Il devient ainsi célèbre dans le monde entier, et détrône  Fred, le Brésilien qui détenait le record (3,17 secondes).